# برایان باسون
برایان باسون (انگلیسی: Brian Bason؛ زادهٔ ۳ سپتامبر ۱۹۵۵) بازیکن فوتبال اهل بریتانیا است.
از باشگاه‌هایی که در آن بازی کرده‌است می‌توان به باشگاه فوتبال کریستال پالاس، باشگاه فوتبال پورتسموث، باشگاه فوتبال چلسی، باشگاه فوتبال ردینگ، و باشگاه فوتبال پلیموث آرگیل اشاره کرد.